# サラフス郡
サラフス郡（ペルシア語: شهرستان سرخس）とは、イランのラザヴィー・ホラーサーン州の郡である。郡中心市はサラフス。2016年当時の人口は97,519人、26,932世帯。
郡内の行政区画は中央地区とマーザンダラーン地区の2つに区画されている。